# Pont d'Estroulhas
Le pont d'Estroulhas ou d'Estrouillas est un pont routier dans le département de la Haute-Loire, en région Auvergne-Rhône-Alpes.

## Historique
Le pont est cité dès 1264, et son nom pourrait dériver de l'expression « trois liards », évoquant le péage associé. Ce pont faisait partie du chemin de Saint-Jacques de Compostelle, jadis crucial pour l'accès au Puy-en-Velay. 

## Description
S'étendant sur plus de 200 mètres, il mesure 5 mètres de large. Seules deux arches traversent la rivière, tandis que le reste couvre des zones cultivées, indiquant probablement un lit de rivière autrefois plus important. Deux arches submergées ont été transformées en caves. Les arches, de forme irrégulière et de faible hauteur, présentent une légère courbure avec des claveaux anciens, à l'exception d'une arche entièrement reconstruite à l'époque moderne. L'extrémité nord montre des signes de vétusté, potentiellement antérieurs à l'époque romane. Ce pont témoigne d'une construction antérieure à l'usage répandu des ponts en bâtière caractéristiques de l'époque gothique.

## Protection
Le pont est inscrit au titre des monuments historiques par arrêté du 28 avril 1964.